# 樽見鐵道Haimo 295-610型柴聯車
樽見鐵道Haimo 295-610型柴聯車（日语：／ Tarumi Tetsudō Haimo 295-610-gata kidōsha）是樽見鐵道的樽見線使用的柴聯車，其原型車為當時仍在營運的三木鐵道於2009年轉讓給樽見鐵道的300-105號柴聯車。

## 概要
295-610型原為三木鐵道於2002年引入的三木鐵道300型105號柴聯車，其製造商為富士重工業。2008年3月31日，三木鐵道負責經營的三木線因經營狀況嚴峻而終止營運，並於隔日（4月1日）廢線，其擁有的2輛300型柴聯車也被該公司公開拍賣。而樽見鐵道成功標下300-105號柴聯車，並將其型號改為Haimo 295-610型後，於2009年3月1日開始投入使用。其車輛型號中的「Haimo」為「High Speed Motorcar」的簡稱，而「295」則代表本型車所搭載的柴油引擎的輸出馬力。

## 規格與構造
雖然樽見鐵道在2006年引入的295-510型柴聯車的車體構造與本型車相似，但因為295-510型的客室座位採用長條式座椅，而300-105號柴聯車則使用對座式座位，因此該公司在編入時將其歸類為新型式的鐵路車輛（600番台）。本型車投入使用時仍採用在三木鐵道服役時的原始塗裝。2014年10月，本型車成為愛知縣有線電視台「CCNet」投放廣告的鐵路車輛，並進行重新塗裝。2022年3月，295-510型柴聯車除新設計車體的CCNet廣告塗裝，並於當日下午自本巢站發車。

## 運用
300-105號柴聯車於2008年12月9日至11日間自三木站經由陸路運送至本巢站，並在試運轉完後於2009年3月1日開始疼入使用。而車體老舊的230-301號柴聯車則因本型車的引入於同年的4月1日報廢。